# Erysimum echinellum
Erysimum echinellum är en korsblommig växtart som beskrevs av Hand.-mazz. Erysimum echinellum ingår i släktet kårlar, och familjen korsblommiga växter. Inga underarter finns listade i Catalogue of Life.